# تكنولوجيا ستارغيت

أهم تكنولوجيا في ستارغيت: جهاز بوابة النجوم.

في عالم سلسلة ستارغيت الخيالية، أنتجت الأجناس والمجتمعات المتقدمة فيه عددًا من الأسلحة المتطورة والأدوات وكذلك السفن الفضائية. كما بدأت الأرض في إنتاج تكنولوجيتها المتقدمة أيضا عبر الالتقاء مع تلك الحضارات والتعلم منها. كل هذه التقنيات تحمل أعلى تصنيف سري وتستعملها فقط قيادة بوابة النجوم وفرق الإس جي سي وفي مدينة أتلانتس.